# West Boylston
West Boylston är en kommun (town) i Worcester County i delstaten Massachusetts, USA med 7 877 invånare (2020).

## Kända personer från West Boylston
- Erastus Brigham Bigelow, uppfinnare